# Краснополье (Пензенский район)
 Краснополье  — село Пензенского района Пензенской области. Административный центр Краснопольского сельсовета.

## География
Находится в центральной части Пензенской области на расстоянии приблизительно 19 км на запад-северо-запад от районного центра села Кондоль.

## История
Поселено в первой четверти XVIII века прапорщиком Степаном Богдановичем Соловцовым, крестьяне из Шацкого уезда куплены у поручика Ивана Михайловича Измайлова около 1723 году. В 1748 году 51 ревизская душа. В 1795 году Краснополье показана за Александром Степановичем Соловцовым. Около 1800 году принадлежало богатой помещице (1000 душ) Пелагее Степановне Задольской. В 1866 году построена каменная церковь во имя Архангела Михаила. В конце XIX — начале XX веков было распространено среди женщин пухопрядение и вязание пуховых изделий (в 1902 году этим промыслом занимались в 171 из 191 дворов). В 1896 году работала земская школа. В 1911 году 210 дворов. В 1955 году — центральные усадьбы колхоза «Путь к коммунизму» и совхоза имени Буденного. В 1966 году в черту села включена центральная усадьба совхоза «Краснопольский». В 2004 году — 247 хозяйств.

## Население
| 1748  | 1795  | 1859 | 1877 | 1897 | 1911  | 1926  |
| ----- | ----- | ---- | ---- | ---- | ----- | ----- |
| 102   | ↗500  | ↗835 | ↗859 | ↗919 | ↗1192 | ↘1095 |
| 1930  | 1939  | 1959 | 1979 | 1989 | 1996  | 2002  |
| ↘1067 | ↗1134 | ↘500 | ↗775 | ↘642 | ↗647  | ↘559  |
| 2010  |       |      |      |      |       |       |
| ↘434  |       |      |      |      |       |       |